# Dark Age
Dark Age – gra bitewna wydana przez amerykańską firmę Dark Age Games typu skirmish (wymagający stosunkowo niewielkiej liczby figurek), osadzona w postapokaliptycznych klimatach science-fiction. Bezpośrednią inspiracją do powstania warstwy fabularnej tego systemu była twórczość grafika i ilustratora Geralda Broma. Stworzony przez niego świat makabrycznych, a także perwersyjnych postaci stał się bezpośrednim bodźcem do stworzenia uniwersum Dark Age, w którym trwa nieustanna walka o przetrwanie.

## Świat
Akcja gry toczy się w odległej przyszłości na planecie Samaria, która ze względu na swoje odległe położenie i ekstremalny klimat, przez lata służyła ludziom jako poligon doświadczalny dla broni biologicznej i miejsce prowadzenia nielegalnych eksperymentów genetycznych. W wyniku międzyplanetarnego konfliktu, który ogarnął większość znanego wszechświata niewielka populacja Samarii została opuszczona i zapomniana przez resztę ludzkości. Pozostawieni w ekstremalnych warunkach ludzie stworzyli prymitywne, feudalne i teokratyczne społeczeństwo bazując na resztkach pozostawionej im technologii. Gdy udało im się osiągnąć względną równowagę okazało się, że nie są jedynymi mieszkańcami planety.

## Frakcje
Forsaken – stanowią najliczniejszą społeczność Samarii. Są to potomkowie ludzi pozostawionych na planecie, którzy przetrwali pierwszy okres anarchii. W tym  świecie Zapomnieni znaleźli oparcie w religii, około 50 lat temu, już po wielkim "Upadku". Religia rozprzestrzeniła się w społeczności ocalonych w szybkim tempie. Panującym ustrojem jest w pełni rozwinięta teokracja, w której ateiści nie afiszują się ze swoimi poglądami. Religia i siła militarna są w społeczeństwie Zapomnianych nierozerwalnie połączone. Siły Zapomnianych dowodzone są przez tak zwanych Świętych (Saints) będących przywódcami wojskowymi i duchowymi. Zapomnieni podzieleni są na poszczególne frakcje dowodzone przez Świętych, gdzie każdy z ich kontroluje inną część armii.
Dragyri – Populacja Dragyri składa się z dwóch odrębnych gatunków, które dawno temu zdecydowały się na życie w symbiozie. Potężniejsza z dwóch ras to Trueborn, prawdziwi władcy Dragyri. Mają oni średnio około trzy metry wzrostu, są silnie umięśnieni i świetnie wyszkoleni jako wojownicy. Trueborn mają w życiu trzy główne cele: doskonalenie ciała poprzez sztuki walki, doskonalenie mocy psychicznych (Foci) i obrona własnego honoru. Rasa ta posiada wyjątkowo rozbudowany i skomplikowany kodeks etyczny, a spory na tym podłożu kończą się najczęściej pojedynkami na śmierć i życie. Nawet ich sposoby walki obwarowane są wieloma nakazami i zakazami. Drugim gatunkiem Dragyrii są niewolnicy, którzy są dużo mniejsi i o wiele delikatniejsi, liczni oraz całkowicie oddani swoim panom.
Skarrd, Cult of Toxin – przodkowie dzisiejszych Skarrd zostali, ze względu na spory religijne, lata temu wykluczeni ze społeczeństwa Zapomnianych i pozostawieni na pewną śmierć. Próbowali ratować się ucieczką na północne pustkowia zwane Wielką Płaszczyzną (the Great Expanse). Nikt nie wie co przydarzyło się głodującym wygnańcom na tych niegościnnych terenach. Jednak lata później powrócili oni jako plemię Skarrd, nieprzewidywalni, nieludzcy najeźdźcy, pragnący jedynie odwetu na tych, którzy ich opuścili. Plotki o przedziwnych mutacjach i kanibalizmie szeptano przy ogniskach handlarzy i dla każdego stawało się oczywiste że szlak tych nocnych rajdów wiedzie na południe w kierunku stolicy ziem Zapomnianych – Nowemu Ashkeleon (New Ashkeleon City).
Brood – ich kolebką jest bagnisty region leżący na południu ziem Zapomnianych (Forsaken) zwany Zielonym Pasem (The Green Belt). Brood są rasą, o której niewiele wiadomo. Ich początki wiążą się eksperymentami genetycznymi prowadzonymi na Attr przez chciwych naukowców Zjednoczonych Światów. Swoją obecność ujawnili się, gdy ich ziemie na powrót zaczęły zaludniać się osadnikami Zapomnianych. Nieświadomi niczego ludzie, którzy naruszyli granice ich ziem w poszukiwaniu pozostałości dawnych technologii szybko przekonali się, że czyha na nich śmiertelne zagrożenie.

## Mechanika
Zasady mechaniki zajmują pierwsze 40 stron podręcznika głównego (Dark Age: Genesis). Poniżej znajduje się kilka podstawowych punktów dotyczących zasad tego systemu:
1. W Dark Age używa się wyłącznie kości 20-ściennych (K20), im niższy wynik tym większa szansa na sukces. Związana jest z tym także zasada krytycznej porażki i sukcesu. Wynik „1” oznacza zawsze krytyczny sukces a wynik „20” krytyczną porażkę.
2. Dark Age jest systemem typu skirmish, w związku z czym nacisk położono na działania poszczególnych figurek, a nie całych oddziałów. Nawet, jeżeli kilka modeli zgrupowanych jest w oddział, wykonuje się czynności (ruch, strzał itd.) każdą z nich osobno.
3. Aktywność figurki na polu bitwy określana jest przez system Punktów Akcji, których ilość określa ile i jakich czynności dany model może wykonać w jednej turze gry.
4. „System przemiennej aktywacji modeli” pozwala na ruch jednostek przeciwników na przemian, tzn. po wykonaniu ruchu/strzału/walki jednym oddziałem/bohaterem kolejka przechodzi na przeciwnika i tak na zmianę, aż każda z jednostek zostanie aktywowana w danej turze. System ten ułatwia także rozgrywki angażujące 3 lub więcej graczy, pozwalając przy tym zachować zbalansowany poziom gry.

## Figurki i podręczniki
Skala modeli określana jest przez samego producenta jako 28-33mm. Dotyczy to jednak głównie modeli dwóch frakcji: Forsaken i Skarrd, Cult of Toxin. Natomiast duża część modeli Dragyri i Brood jest o wiele większa i mają około 50–60 mm, co wynika ze specyfiki tych ras. Wszystkie figurki wykonane są z białego metalu i posiadają plastikowe, okrągłe podstawki.
Podręcznik podstawowy Dark Age Genesis ma 135 stron w większości czarno-białych, zawiera komplet zasad dotyczący mechaniki systemu oraz pełne listy jednostek dwóch frakcji: Forsaken Saint Mark i Dragyri Ice Caste. Ukazały się także dwa dodatki: Exodus, zawierający pełne forcelist'y do frakcji Forsaken Saint Mary i Skarrd, Cult of Toxin oraz Evolution opisujący Brood i Forsaken Saint John.